# Siro ngô

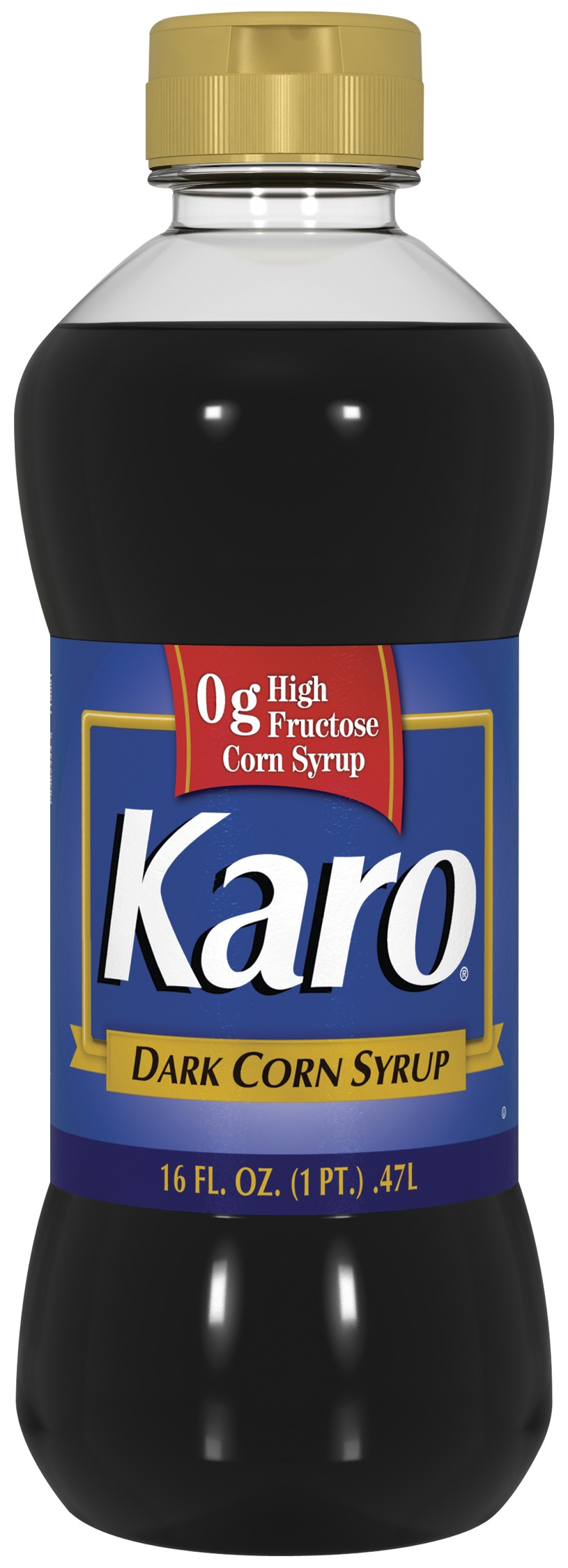
Si-rô ngô đóng chai

Siro ngô hay siro bắp (tiếng Anh: corn syrup) là một loại siro làm từ tinh bột ngô, có chứa maltose và hàm lượng oligosaccharide cao hơn tùy mức độ. Trong chế biến thực phẩm, siro ngô được dùng để giúp món ăn có độ mềm ẩm, độ ngọt, tránh hiện tượng đường kết tinh trở lại và làm tăng hương vị món ăn. Siro ngô khác so với HFCS (siro ngô có hàm lượng fructose cao), vì HFCS được tạo ra bằng cách chuyển hoá phần lớn glucose thành fructose sử dụng các đồng phân enzim D-xylose, tạo ra sản phẩm có độ ngọt cao hơn.
Siro ngô cũng được dùng để tạo độ sánh cho thực phẩm và thường dùng chế biến các món kẹo dẻo marshmallow, làm caramel phủ lên bắp rang. Ngoài ra, kết hợp siro ngô, kem tartar, đường và nước có thể tạo ra những tảng đường dạng kính để trang trí bánh.